# Atenea Alcidemo

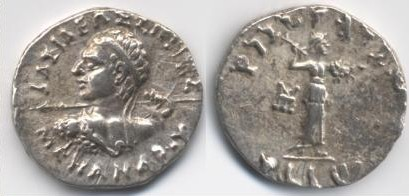
Dracma de plata de Menandro I (155-130 a. C.).
Verso: Leyenda en alfabeto griego: ΒΑΣΙΛΕΩΣ ΣΩΤΗΡΟΣ ΜΕΝΑΝΔΡΟΥ (Basileos Soteru Menandru), "De Menandro el rey salvador".
Reverso: Leyenda en kharosthi: Maharaja Tratasa Menadrasa, "Menandro rey sabio" e imagen de Atenea Alcidemo andando hacia la derecha, con rayo y escudo. Menandro I fue el primer rey indogriego en introducir representaciones de Atenea Alcidemo en sus monedas.

Atenea Alcidemo (en griego Ἀθῆνη Ἀλκίδημος "defensora del pueblo") era el epíteto que se daba a Atenea, la diosa protectora de la ciudad, en Pella, Macedonia. Un epíteto de significado parecido era Alcis "potectora". Era frecuente representar a Atenea Alcidemo con un rayo y un escudo (égida) en los tetradracmas helenísticos.